# Хромітовий рудник у Фуджейрі
Хромітовий рудник у Фуджейрі – гірничодобувний майданчик у еміраті Фуджейра.
Вперше видобуток хромітів у Фуджейрі організували на паритетних засадах ірландська Derwent Mining та австралійська Portman Mining, що володіли кількома гірничими відводами. Видобуток відкритим способом почався в 1992-му, а вже наступного року рудник вийшов на проектну потужність у 20 тисяч тон. На цьому розвиток проекту не зупинився і в  1997-му в Омані видобули 61 тисячу тон хромітів, втім, вже у 2000-му цей показник зменшився удвічі, а ще за два роки видобуток припинився.
Відновлення виробництва хромітів у Фуджейрі припало на 2014 рік, коли отримали 20 тисяч тон руди. В 2018-му досягнули нового піку із показником у 190 тисяч тон, а в 2019-му він скоротився до 159 тисяч тон.
Видобута у Фуджейрі хромітова руда призначається для експорту.